# Siemowit III di Masovia
Siemowit III di Masovia (1320 circa – Masovia, 16 giugno 1381) fu principe e co-reggente della Masovia e di Varsavia, Czersk, Rawa Mazowiecka e Gostynin.

## Biografia
Siemowit nacque attorno al 1320, secondogenito di Trojden I di Masovia e Maria, figlia di Jurij I di Galizia.
Nel 1341 alla morte del padre e del fratello maggiore egli insieme al fratello Kazimierz ereditò il comando del ducato di Czersk, pochi anni dopo, nel 1345, in seguito alla morte dello zio Semowit III di Rawa ereditarono anche le terre di Rawa Mazowiecka. Nel 1349 lui e il fratello si divisero i domini di famiglia e Siemowit tenne per sé tutte le terre ad eccezione di quelle attorno a Varsavia.
Fin dagli inizi Siemowit cercò di intrattenere buoni rapporti con i potenti vicini di casa, l'Ordine teutonico, la Polonia e la Boemia oltre che ovviamente con il Sacro Romano Impero, tanto che si ritiene che egli possa aver reso omaggio a Carlo IV di Lussemburgo nel 1346.
Il 18 settembre 1351 lui e il fratello riconobbero Casimiro III di Polonia quale loro sovrano legittimo, questo portò alla fine della loro alleanza con la Boemia, ma anche delle terre, Gostynin che andò a Siemowit e Sochaczew che andò a Kaziemierz oltre al ducato di Płock che andò ad entrambi i fratelli.
Quando nel 1355 Kazimierz morì anche le terre di Varsavia confluirono in quelle di Siemowit per volere di Casimiro III, in cambio egli dovette promettere che non si sarebbe mai alleato con stati nemici della Polonia e che il ducato di Płock sarebbe tornato alla corona polacca se egli fosse morto senza eredi. In quello stesso periodo Casimiro gli offrì le terre della Piccola Polonia racchiuse fra i fiumi Pilica e Radomka.
Da lì in poi i rapporti fra Siemowit e il re polacco si fecero sempre più stretti, nel 1363 egli venne invitato a Cracovia per le nozze di Elisabetta di Pomerania, nipote del re, con l'imperatore Carlo IV, nel 1364 partecipò, sempre a Cracovia, a un incontro fra re, duchi e principi nel quale si disputarono tornei e si tennero grandi festeggiamenti. Cinque anni dopo, nel 1369, una delle sue figlie, maritata con Casimiro IV di Pomerania adottò uno dei figli illegittimi di Casimiro III. Al tempo il genero di Siemowit era uno dei pretendendi al trono di Polonia giacché il sovrano aveva solo figlie femmine.
Quando Casimiro III morì nel 1370 come da accordi liberò le terre di Płock, Wizna, Wyszogród e Zakroczym dal dominio polacco restituendole alla Masovia.
Nel 1373 o 1374 le terre di Varsavia e Rawa andarono a due dei suoi figli Siemowit IV di Masovia e Janusz I di Varsavia.
Siemowit morì il 16 giugno 1381 e venne sepolto presso la Cattedrale di Płock.

## Matrimonio e figli
Nel 1335 Siemowit si sposò con Eufemia, figlia di Mikuláš II, duca di Opava, insieme ebbero:
- Euphemia (morta fra il 21 giugno 1418 e il 9 dicembre 1424), sposò Vladislao II di Opole
- Anna (prima del 1345-dopo il 16 maggio 1403), suora presso Ratibor
- Janusz I di Varsavia
- Małgosia (prima del 1358-14 maggio 1388 fino al 4 aprile 1396), sposò, Casimiro IV di Pomerania e in seconde nozze Enrico VIII il Coraggioso
- Siemowit IV di Masovia

Dopo la morte della prima moglie Siemowit si risposò con Anna, figlia di Mikołaj di Ziębice, insieme ebbero tre figli:
- figlio senza nome (fra il 1361 e il 1364-prima del 14 maggio 1378)
- figlio senza nome (fra il 1361 e il 1364-prima del 14 maggio 1378)
- Henryk di Masovia (fra il 1368 e il 1370-1392 o 1393), vescovo di Płock.

Quando la moglie era incinta dell'ultimogenito Siemowit l'accusò di adulterio, dopo la nascita del bambino la uccise e spedì il piccolo lontano dalla corte, risultò poi che il bimbo era davvero figlio suo e si provvide a fargli avere una carica ecclesiastica.

## Ascendenza
|                         |                    |                             | Genitori                |  |  | Nonni |  |  | Bisnonni              |  |  | Trisnonni |  |
|                         |                    |                             |                         |  |  |       |  |  | Siemowit I di Masovia |  |  | …         |  |
|                         |                    |                             |                         |  |  |       |  |  | Siemowit I di Masovia |  |  | …         |  |
|                         |                    | …                           |                         |  |  |       |  |  | Siemowit I di Masovia |  |  |           |  |
| Boleslao II di Masovia  |                    |                             |                         |  |  |       |  |  | Siemowit I di Masovia |  |  |           |  |
|                         |                    | Pereyaslava                 | …                       |  |  |       |  |  |                       |  |  |           |  |
|                         |                    | Pereyaslava                 | …                       |  |  |       |  |  |                       |  |  |           |  |
|                         |                    | Pereyaslava                 | …                       |  |  |       |  |  |                       |  |  |           |  |
| Trojden I di Masovia    |                    | Pereyaslava                 |                         |  |  |       |  |  |                       |  |  |           |  |
|                         |                    | Traidenis                   | …                       |  |  |       |  |  |                       |  |  |           |  |
|                         |                    | Traidenis                   | …                       |  |  |       |  |  |                       |  |  |           |  |
|                         |                    | Traidenis                   | …                       |  |  |       |  |  |                       |  |  |           |  |
| Gaudemunda di Lituania  |                    | Traidenis                   |                         |  |  |       |  |  |                       |  |  |           |  |
|                         |                    | …                           | …                       |  |  |       |  |  |                       |  |  |           |  |
|                         |                    | …                           | …                       |  |  |       |  |  |                       |  |  |           |  |
|                         |                    | …                           | …                       |  |  |       |  |  |                       |  |  |           |  |
| Siemowit III di Masovia |                    | …                           |                         |  |  |       |  |  |                       |  |  |           |  |
|                         | Leone I di Galizia | Danilo Romanovič            |                         |  |  |       |  |  |                       |  |  |           |  |
|                         | Leone I di Galizia | Danilo Romanovič            |                         |  |  |       |  |  |                       |  |  |           |  |
|                         | Leone I di Galizia | Anna Mstislavna di Novgorod |                         |  |  |       |  |  |                       |  |  |           |  |
| Jurij I di Galizia      | Leone I di Galizia |                             |                         |  |  |       |  |  |                       |  |  |           |  |
|                         |                    | Costanza d'Ungheria         | Béla IV d'Ungheria      |  |  |       |  |  |                       |  |  |           |  |
|                         |                    | Costanza d'Ungheria         | Béla IV d'Ungheria      |  |  |       |  |  |                       |  |  |           |  |
|                         |                    | Costanza d'Ungheria         | Maria Lascaris di Nicea |  |  |       |  |  |                       |  |  |           |  |
| Maria di Galizia        |                    | Costanza d'Ungheria         |                         |  |  |       |  |  |                       |  |  |           |  |
|                         |                    | Casimiro I di Cuiavia       | Corrado I di Polonia    |  |  |       |  |  |                       |  |  |           |  |
|                         |                    | Casimiro I di Cuiavia       | Corrado I di Polonia    |  |  |       |  |  |                       |  |  |           |  |
|                         |                    | Casimiro I di Cuiavia       | Agafia di Rus'          |  |  |       |  |  |                       |  |  |           |  |
| Eufemia di Cuiavia      |                    | Casimiro I di Cuiavia       |                         |  |  |       |  |  |                       |  |  |           |  |
|                         |                    | Eufrosina di Opole          | Casimiro I di Opole     |  |  |       |  |  |                       |  |  |           |  |
|                         |                    | Eufrosina di Opole          | Casimiro I di Opole     |  |  |       |  |  |                       |  |  |           |  |
|                         |                    | Eufrosina di Opole          | …                       |  |  |       |  |  |                       |  |  |           |  |
|                         |                    | Eufrosina di Opole          |                         |  |  |       |  |  |                       |  |  |           |  |